# Ludvig Nielsens Scabieskur
|  | Denne artikel er oprettet af botten Steenthbot ud fra en ekstern database. Den kan derfor have sproglige fejl eller mangler. Denne skabelon kan fjernes efter kontrol af indholdet. |

Ludvig Nielsens Scabieskur er en dansk undervisningsfilm fra 1941.

## Handling
Optaget på Rigshospitalet marts-april 1941. Scabies er hudsygdommen fnat.